# Мальский монастырь
Мальской Спасо-Рождественский монастырь — мужской православный монастырь в Печорском районе Псковской области.
Возник как место иноческого жилья в XV веке на берегу Мальского озера. Расположен в 18 км к юго-востоку от Псково-Печерского монастыря между городом Печоры и деревней Изборск близ деревни Малы.
Архитектурный ансамбль монастыря является объектом культурного наследия федерального значения и охраняется государством.

## История
Первый известный пустынножитель Онуфрий скончался в местной пустыни 12(25) июня 1492 года. К середине XVI века в монастыре уже имелось 2 церкви и проживало 12 монахов. Местные прихожане состояли из смеси русских и сету. В 1581 году венгерское войско польского короля Стефана Батория, возвращаясь к Пскову после неудачного штурма хорошо укреплённой крепости Псково-Печерского монастыря, подошли к Малам и разрушили деревянный монастырь. Все православные монахи были при этом убиты.
Давала о себе знать и близость монастыря к ливонским границам: в 1710 году монастырь разрушили шведы. Спокойная жизнь наступила лишь после Ништадского мира 1721 года, когда границы Российской империи сместились к берегам Балтики. Императрица Анна Иоанновна приказала возобновить деятельность монастыря в 1730 году. Во главу его встал епископ Псковский Рафаил Зборовский. В 1902 году подвергся капитальной перестройке и укреплению, была добавлена звонница-колокольня.
С 1919 по 1940 годы оказался в составе независимой Эстонии в уезде Петсеримаа. Эстонские власти проводили политику отчуждения прихожан-сету от православия, пытались ограничить сферу употребления русского языка, унифицировать православные праздники с лютеранскими и т. д.
В состав Советского Союза территория вошла в январе 1945 года. В 2000 году монастырь получил статус Спасо-Онуфриева скита Псково-Печерского монастыря.